# Natalja Grinina
Natalja Grinina (ros. Наталья Гринина) – rosyjska kolarka szosowa, reprezentująca także Związek Radziecki, dwukrotna mistrzyni świata.

## Kariera
Pierwszy sukces w karierze Natalja Grinina osiągnęła w 1991 roku, kiedy wspólnie z Nadieżdą Kibardiną, Walentiną Połchanową i Aigą Zagorską zdobyła brązowy medal w drużynowej jeździe na czas podczas mistrzostw świata w Stuttgarcie. Na rozgrywanych dwa lata później mistrzostwach świata w Benidorm reprezentacja Rosji w składzie: Gulnara Fatkulina, Natalja Grinina, Aleksandra Kolasiewa i Nadieżda Kibardina zdobyła kolejny brązowy medal w tej konkurencji. Grinina nigdy nie brała udziału w igrzyskach olimpijskich.